# Villa Cidonio
La villa Cidonio è un edificio signorile in stile liberty-eclettico di Rocca di Mezzo (AQ), in Abruzzo. Ospita la sede legale del parco naturale regionale Sirente-Velino.

## Storia
La villa fu costruita, a cominciare dalla metà degli anni venti del XX secolo, da Pietro Cidonio su progetto dell'architetto Vincenzo Fasolo. In quel periodo l'impresa di costruzioni Cidonio ebbe diverse commesse per la progettazione e la realizzazione di infrastrutture. specie nel territorio abruzzese e italiano, come il progetto di ferrovia Rieti-Avezzano del 1922.
Durante l'occupazione nazista della seconda guerra mondiale l'edificio venne requisito per ospitare il comando militare tedesco sottoposto alla guida dell'ufficiale, comandante del "Korück 594" della Wehrmacht, Hans Georg von Zanthier (1891-1969). Non subì danni in seguito ai bombardamenti Alleati durante la ritirata dei tedeschi dalla linea Gustav. 
Dopo il conflitto, ritornata nella piena disponibilità della famiglia Cidonio, la dimora divenne un luogo d'incontro tra diverse importanti autorità del dopoguerra per concertare la ricostruzione. Successivamente ospitò, tra gli altri importanti rappresentanti politici italiani, il presidente della Repubblica, Giovanni Gronchi nel 1956.
In seguito all'acquisizione avvenuta nel 1963 della ditta di costruzioni Cidonio da parte della società statale Italstat, gruppo IRI, l'edificio passò più volte ad altri proprietari. Dall'anno 2005 ospita la sede legale del parco naturale regionale Sirente-Velino, istituita dalla Regione Abruzzo nel 1989.
In seguito al terremoto dell'Aquila del 2009 furono effettuati dei lavori di consolidamento e di ristrutturazione del tetto ligneo.

## Architettura
Collocata lungo viale XXIV Maggio, tratto urbano della strada statale 696 del Parco Regionale Sirente-Velino, la villa presenta uno stile architettonico in sobrio liberty-eclettico. La struttura, circondata da un ampio giardino, richiama in diversi elementi lo stile delle ville toscane del tardo Rinascimento. L'edificio si caratterizza per il contrasto tra il colore scuro del corpo di fabbrica e degli avancorpi e la zoccolatura bugnata in conci bianchi, ma anche per l'ingresso ad arco e l'archivolto modanati, i frontoni e i balconi finemente decorati. Internamente si trovano la scala centrale in legno e le 13 stanze. I soffitti a cassettoni o affrescati in stile vagamente neoclassico e le pareti che, scolpite o dipinte, ingentiliscono gli spazi interni.